# Don't Break the Oath
Don't Break the Oath je druhé studiové album od dánské heavymetalové skupiny Mercyful Fate, vydané v roce 1984.
Styl alba připomíná směs heavy metalu post-Judas Priest a Iron Maiden, texty jsou založeny na satanismu a okultismu a je jedinečné díky King Diamondovým falzetovým vokálům. Album bylo roku 1997 re-masterovano a nanovo vydáno s bonusovou skladbou „Death Kiss“, což je původní verze skladby „A Dangerous Meeting“. METAL-rules.com ho vyhlásil za nejlepší extreme metalové album všech dob.

## Seznam skladeb
Texty napsal King Diamond
1. „A Dangerous Meeting“ - 5:12 (Shermann)
2. „Nightmare“ - 6:23 (Shermann)
3. „Desecration of Souls“ - 4:59 (Shermann, Denner)
4. „Night of the Unborn“ - 5:03 (Diamond)
5. „The Oath“ - 7:33 (Diamond, Denner)
6. „Gypsy“ - 3:12 (Shermann)
7. „Welcome, Princess of Hell“ - 4:05 (Diamond, Denner)
8. „To One Far Away“ - 1:35 (Diamond)
9. „Come to the Sabbath“ - 5:17 (Diamond)

### Bonusová skladba z roku 1997
1. „Death Kiss (demo)“ - 4:30

## Sestava
- King Diamond - zpěv, klávesy
- Hank Shermann - kytara
- Michael Denner - kytara
- Timi Hansen - baskytara
- Kim Ruzz - bicí